# So Pure
So Pure è un singolo della cantante canadese Alanis Morissette, pubblicato nel 1999 ed estratto dall'album Supposed Former Infatuation Junkie.
La canzone è stata scritta e prodotta da Alanis Morissette e Glen Ballard.

## Tracce
- CD 1

1. So Pure (album version) – 2:49
2. I Was Hoping (acoustic modern rock live) – 4:34
3. So Pure (Pure Ecstasy extended mix) – 6:04

- CD 2

1. So Pure (album version) – 2:49
2. Would Not Come (live)
3. So Pure (acoustic modern rock live) – 2:42

## Video
Il videoclip della canzone è stato girato a Toronto e vede protagonisti Alanis Morissette e l'attore Dash Mihok, all'epoca suo fidanzato.